# Hans Lassen Martensen
Hans Lassen Martensen (født 19. august 1808 i Flensborg, død 3. februar 1884) var biskop over Sjælland fra 1854 til sin død i 1884.

## Opvækst
Martensen blev født i Flensborg, hvor hans fader Hans Andersen Martensen dengang var skipper; familien flyttede til København i 1817.
Som sine forældres eneste barn voksede Martensen op henvist til sit eget indre liv, mens alt det ydre var lagt kærligt til rette for ham i beskedne og nøjsomme forhold. Han voksede op i en tid, da de intellektuelle var begyndt at vende sig bort fra den rationalistiske subjektivisme og havde fået blikket åbnet for objektiviteten både i religionen, historien og naturen og for den hemmelighedsfulde enhed, som forbinder det hele. Denne åndsretning var fyldigst brudt frem i Tyskland med den romantiske poesi og filosofi, men havde også her i Danmark fundet sine talsmænd på de forskellige områder.
Allerede under sin skolegang i Metropolitanskolen oplevede Martensen denne strømning. Han blev stærkt grebet af Adam Oehlenschlägers digtning, og gennem et skrift af Henrich Steffens gik det op for ham "at der maatte kunne gives en Verdens- og Livsanskuelse, i hvilken alt, hvad der i Tilværelsen har Betydning, Natur og Aand, Natur og Historie, Poesi, Kunst, Filosofi, føjer sig harmonisk sammen til et Aandens Tempel, i hvilket Kristendommen er det altbeherskende og altforklarende Midtpunkt".
I studenterårene (1827-1832) blev han optaget af H. N. Clausens personlighed, men mest blev han optaget af F. C. Sibbern, der "hævdede, at naar Kristendommen er Sandheden, da maa Evangeliet ikke blot antages, fordi det står skrevet, eller fordi det af Kirken er overleveret, ja ikke blot fordi det taler til vor Samvittighed og vort Hjærte, men ogsaa fordi dets Sandhed for Tanken erkendes som Sandhed, i dets objektive Realitet og Gyldighed i sig selv". Herigennem fik han den første fornemmelse af, at teologien må være spekulativ teologi.

## Påvirkning fra Grundtvig og Mynster
Uden for universitetet kom han under påvirkning af de to hovedmænd i datidens religiøse vækkelse i vort fædreland, N. F. S. Grundtvig og Jacob Peter Mynster.
Den grundtvigske bevægelse var den, han tidligst trådte i forhold til, men den mynsterske åndsretning blev den retning, som han følte sig mere og mere beslægtet med.
Der er i den måde, hvorpå han taler om Grundtvig i sit Levned, en dyb taknemmelighed og sympatisk  forståelse. Han fandt i hans skrifter en storartet anskuelse af historien og menneskelivet som en kamp mellem tro og vantro, sandhed og løgn, med et sejrsmål i det fjerne til sandhedens og lysets triumf. Han tilegnede sig for hele livet hans opfattelse af ånden som det eneste virkelige og af ordet som den højeste blandt livets magter. Da han senere trådte i personligt forhold til ham, fandt han ham altid «tiltrækkende». Først med striden i 1863 afbrød al personlig forbindelse imellem dem. Men hvad der fra begyndelsen af frastødte ham var både Grundtvigs mangel på «teologi» og den stærke fremtræden af det historiske og profetiske på bekostning af det psykologiske og etiske, og desuden var det ham umuligt at gå ind på de egentlig grundtvigske særmeninger.
Mynster betragtede han allerede i sin ungdom med ærbødighed, men han fandt heller ikke hos ham den enhed af tro og erkendelse, den spekulative interesse, han søgte. Det var først, da han senere trådte i personligt forhold til ham, at han følte sig dybt og inderlig knyttet til ham. Han beundrede i Mynster den etiserede personlighed, den besindige, harmoniske individualitet, den høje dannelse og det dybe etiske og psykologiske blik. Han så op til ham som prædikant og sjælesørger, og han erklærer hans betragtninger for det betydeligste opbyggelsesskrift, der i det 19. århundrede fremkom i den protestantiske kristenhed. Han sympatiserede i det hele og store med hans konservative holdning, både i kirkestyrelsen og over for tidens almindelige strømninger.

## Schleiermacher og Hegel
I videnskabelig henseende modtog han den stærkeste og mest omfattende påvirkning gennem Schleiermachers og Hegels skrifter.
Den schleiermacherske dogmatiks dybe mystik og beundringsværdige arkitektonik begejstrede ham, men han kunne ikke forlige sig med dens subjektivisme. Han trængte til en teologi, som kunne belære os om Guds væsen i sig selv og indføre os i tilværelsens objektive sandhed, og han krævede en større lydighed mod skriften og mod frelsens kendsgerninger.
I alt dette blev han bestyrket, da Schleiermacher i september 1833, få måneder før sin død, besøgte København. Martensen, der året forud var blevet kandidat med udmærkelse og just nu afsluttede besvarelsen af en teologisk prisopgave, havde den lykke at få adgang til ham og hans befrugtende samtale. Til festen på Skydebanen skrev Martensen et tysk digt - det første arbejde fra hans hånd, der er trykt..
Over for den schleiermacherske subjektivisme følte han sig mægtig tiltrukket af Hegel, hos hvem han beundrede mesterskabet i den dialektiske begrebsudvikling og især det objektive, altomfattende sandhedssystem, hvor også de kristelige dogmer skulle erkendes ud af tankens iboende nødvendighed. Under studiet af Hegel opsteg for ham «Anelsen om en Anskuelse, der paa Treenighedens Baggrund opfatter Christus som Midtpunktet i Tilværelsen, opfatter Universet som et System af koncentriske Kredse, der alle pege hen til den inderste Kreds, hvor Christus er, og kun i ham finde deres Forklarelse og Forstaaelse».

## Udlandsrejser

### Berlin og Heidelberg
Men kunne denne anelse finde sin opfyldelse i det hegelske system? Optaget af de heri liggende store spørgsmål tiltrådte han i efteråret 1834 (med sin ven juristen Frederik Christian Bornemann en to-årig udenlandsrejse, som fik en afgørende betydning for modnelsen af hans teologiske standpunkt. Den første station var Berlin, hvor han hørte Philipp Marheinecke og Steffens, og hvor han for øvrigt gennemgik en åndelig krise, som han forklarer af, at hans tro var blevet tilbagetrængt og uvirksom under den stærke intellektuelle beskæftigelse; det blev ham et memento om at bringe tro og erkendelse i det rette forhold i sit eget personlige liv og ikke blot at spekulere derover i upersonlige betragtninger.
I Heidelberg fandt han Karl Daub, af hvem han dog ikke modtog blivende påvirkning, medens han derimod alvorlig fordybede sig i Mester Eckhart og Dante. Derfra gik han til München for at høre Friedrich Schelling og Franz Xaver von Baader. Hvor meget han end fængsledes af Schelling, formåede han endnu ikke at få et tilstrækkeligt indblik i helheden af denne filosofs lære. Desto mere betydning fik hans forhold til Baader, hos hvem han afsluttede sine egentlige læreår.
Baader indskærpede atter og atter, at filosofien må være religiøs filosofi i modsætning til alle den nyere tids autonomiske systemer; kun den, som personlig står i religionen, kan filosofere over den. Ikke ideen, men den personlige Gud selv, optaget i det troende subjekt, er erkendelsens princip. Baaders kristelige filosofi var på én gang mystik og teosofi. Han stod selv i mystikken som inderlig grebet af Gud; og han besad den teosofiske intuition, en forening af spekulativ tænkning og fantasianskuelse, der med Gud som midtpunktet omfatter tilværelsen i dens mangfoldighed, begyndende med Guds evige indre liv og følgende Guds Riges udvikling gennem skabelse, syndefald og forløsning indtil alle tings fuldendelse. I ligefrem betydning blev Martensen ikke Baaders discipel; meget var der hos Baader, hvorpå han ikke kunne gå ind, og hele det teosofiske element blev foreløbig kun et sædekorn, der først langt senere kom til at spire hos ham.
Men det var Baaders påvirkning, der hjalp Martensen til klarhed over, hvad der arbejdede sig frem hos ham selv, og hvorved han fandt sit eget standpunkt som spekulativ teolog. Fra nu af stod det fast for ham, at den menneskelige tænkning ikke kan være autonom, men må have sit udgangspunkt i troen på den givne åbenbaring; på dette grundlag skal teologien udfolde troens egen intelligens, fremstille kristendommen for den troende erkendelse som den objektive, i sig selv gyldige sandhed, hvis enkelte led fremgår af selve den kristelige sandhedsidé som momenter der nødvendigvis hører med.

### Wien
Martensens arbejde i de nærmest følgende år samlede sig om disse grundtankers udformning. Han begav sig fra München til Wien og trådte der i et fortroligt venskabsforhold til den unge, senere så ulykkelige, digter Nikolaus Lenau; der er intet navn, ved hvilket han i sit Levned dvæler så længe som ved hans; thi han følte sig i samlivet med ham, trods al forskel, alsidig befrugtet og bestyrket i sine dyrebareste overbevisninger. Et udtryk herfor er hans afhandling om Lenaus Faust, Martensens første skrift, udkommet på tysk 1836 og i udvidet skikkelse næste år på dansk i J.L. Heibergs Perseus.
Han hævder her, at Lenaus digt, skønt det selvfølgelig i æstetisk henseende må stå tilbage for Goethes, dog indeholder en langt dybere og sandere forståelse af Faust-sagnet end den, der kunne rummes i Goethes panteiserende livsanskuelse. Thi Faust-sagnets idé er, at troen skal være både livets og tænkningens grundvold, at den søgende ånd kun kan finde sandheden i sin skaber, det vil sige ved at gå ud fra sin afhængighed af Gud, i modsætning til hele den nyere tænknings autonome stræben. Derfor finder han hos Lenau den rette vej for Faust-digtningen angivet.

### Paris og Kiel
To venskabsforbindelser blev af stor betydning for hans følgende liv. I Paris, den sidste station på rejsen, traf han J.L. Heiberg og hustru, skuespillerinden Johanne Luise Heiberg. Få år senere, i 1839, lærte han på en rejse til Kiel professor Isaak August Dorner at kende. Denne teolog var så beslægtet med Martensen i henseende til både uddannelse og standpunkt, at der var ualmindelige forudsætninger til stede for et fortroligt og gensidigt befrugtende venskab. Livets forhold førte imidlertid med sig, at de kun sjældent sås og da kun i nogle få dage. Ikke desto mindre førte de et meget intensivt samliv, nemlig i en brevveksling, der var som en fortløbende drøftelse af tidens teologiske og kirkelige spørgsmål.

## Universitetsvirksomhed
Efter sin hjemkomst udarbejdede han sin licentiatdisputats: «De autonomia conscientiæ sui humanæ, in theologiam dogmaticam nostri temporis introducta» (1837; oversat til dansk 1841). Dens grundtanker kunne sammenfattes i følgende sætninger:

Sammenfatning af Martensens teologiske program

Filosofien står ikke uden for eller over religionen, som om den spekulative tænkning skulle kunne begrunde religionen. Det er ikke religionen, der skal låne sin gyldighed fra spekulationen; men det er den spekulative tænkning, der behøver religionen til sit princip. Thi i samvittighedsforholdet, som både er menneskets inderste væsen og religionens egentlige kerne, bliver mennesket sig bevidst som det, der ikke først er vidende om Gud, men frem for alt vides af ham. Derfor må den menneskelige erkendelse forblive inden for denne i samvittigheden givne afhængighed og erkende, at menneskeånden ikke ved egen kraft formår at finde sandheden. Mennesket kan ikke umiddelbart stille sig på det teocentriske standpunkt; thi dermed ville det fornægte at være skabt og syndig. Vor erkendelse hviler på Guds åbenbaring, den hellige historie; troen på denne er forudsætningen for, at vi kunne få det rette blik for guddommelige og menneskelige ting, og at den guddommelige idé kan træde ind i sjælen, skabe og beånde vor egen erkendelsesevne.
Credo, ut intelligam, jeg tror for at kunne erkende.

Således afviser han de autonome standpunkter, som er gjort gældende, på den ene side af den subjektive rationalisme hos Kant og Schleiermacher, på den anden side af den objektive rationalisme hos Hegel. Dette er og bliver hans teologiske program.
Vinteren derefter holdt han efter opfordring fra en blandet kreds forelæsninger over den nyere filosofis historie og dens forhold til teologien fra Kant til Hegel.

## Lektor i teologi 1838, professor 1840 og 1850, hofprædikant 1845
21. april 1838 udnævntes han til lektor i teologien med forpligtelse til indtil videre tillige at besørge de til den filologisk-filosofiske eksamen henhørende forelæsninger over moralfilosofien, – det sidste foranlediget ved vakancen efter Poul Martin Møllers død. Da han optrådte ved universitetet, gjaldt han i den offentlige mening for hegelianer, hvad dog kun for så vidt var rigtigt, som han gik ud fra, at den hegelske, dialektisk-spekulative tænkning var videnskabens højeste form.
Men det stod på den anden side fast for ham, at udgangspunktet både i teologien og i den sande filosofi måtte tages i den kristelige åbenbaring, hvorfor han straks fra begyndelsen udtalte, at man måtte «gå ud over Hegel». I den første periode af sin universitetsvirksomhed fandt han en tilslutning og vakte han en intellektuel begejstring, som vel næsten er enestående i vor Københavns Universitets historie; og dette er let forståeligt, når vi betænker både hans ualmindelige docentgaver og slægtskabet mellem hans åndsretning og tidens krav. Han vendte tilbage til den gamle lutherske kirkelære og ville kun reproducere de kirkelige dogmer, på samme tid som han stod midt i den nye tids dygtigste tankearbejde og kraftigste idébeåndelse. Han imødekom både troens og erkendelsens trang og viste hen til begges forening i den ene og samme åbenbarede sandhed. På denne højde kunne tilslutningen naturligvis ikke holde sig, da nyhedens tillokkelse tabte sig, og da andre interesser og åndsretninger gjorde sig stærkt gældende i den offentlige mening, også i de lag, han nærmest henvendte sig til; men lige til sin fratræden fra universitetet vedblev han at udøve en særlig tiltrækning på de studerende.
Det kunne herefter synes dobbelt mærkeligt, at den tanke en tid (1844, se brevvekslingen med Dorner) ikke var ham fremmed, at han kunne blive kaldet til et tysk universitet. Men dette havde sin grund i hans økonomiske stilling, idet han vel i 1840 var blevet professor extraordinarius, men først 1850 rykkede frem til professor ordinarius. Det var den samme grund, der ledte ham til ved samme tid at søge Herlufsholms præstekald. Men kong Christian 8. gjorde ende på denne usikkerhed ved at overdrage ham embedet som hofprædikant ved siden af professoratet (1845).
Ved universitetet omfattede hans forelæsningscyklus den kristelige dogmatik (første gang under navnet «spekulativ Dogmatik»), symbolik (de kristne bekendelser), etik, det lutherske lærebegrebs historie, den nyere filosofis historie, Markusevangeliet, Galater- og Efeserbrevet og til sidst (1853-54) praktisk teologi.
Af hans forelæsninger i det filosofiske fakultet over moralfilosofien for de yngste studerende fremgik hans Grundrids til Moralfilosofiens System, der udkom 1841, samme år, som vakancen og dermed hans hverv ophørte. Dette lille skrift indtager i henseende til systematisk sluttethed og prægnant fremstilling en høj plads inden for Martensens produktion. Hans tilslutning til Hegel er her på sit højeste, hvilket noksom giver sig til kende både i selve begrebsudviklingen og især i fortalen.
Hans øvrige forfatterskab i den første periode af hans universitetstid bestod væsentlig i de to skrifter Mester Eckart, et Bidrag til at oplyse Middelalderens Mystik (1840) og Den kristelige Daab, betragtet med Hensyn paa det baptistiske Spørgsmaal (1843). Det første var oprindelig bestemt til afhandling for den teologiske doktorgrad ved universitetets fest for Christian 8.'s kroning; men det teologiske fakultet i Kiel besluttede forinden at tildele ham æresgraden i samme festlige anledning, hvorfor bogen udkom med dedikation til dette. De to skrifter kunne på en måde siges at supplere hinanden og vise sundheden i Martensens teologiske standpunkt: på den ene side fordybelsen i sjælens indre liv med Gud, på den anden side fremhævelsen af sakramenternes uundværlighed som de af Herren indstiftede ydre midler.
1844-45 var han medlem af den komité, som Københavns gejstlige konvent nedsatte til en ny salmebogs udarbejdelse, og hvori Grundtvig skulle være den ledende ånd. Resultatet blev imidlertid kun et prøvehæfte, der blev forkastet i konventet.

### HovedværketDen christelige Dogmatikfra 1849
Martensens arbejde i disse år samlede sig dog frem for alt om dogmatikken, der udkom 1849 – de senere oplag er, hvad der gentager sig i hele hans forfatterskab, uforandrede optryk af det første. Dette hans livs hovedværk må sikkert betegnes som den mest helstøbte dogmatik, der er udgået fra den slægt af teologer, som virkede ved århundredets midte. Dens anseelse bredte sig over hele den protestantiske kristenhed og har holdt sig gennem de skiftende strømninger indtil denne dag, omkring år 1900; ja den har fundet vej til de teologiske skoler både i Rom og Athen.
Dogmatikken giver os et fyldigt billede af hans forfatterindividualitet: den viser os hans vide synskreds, der omfattede alle tidens åndelige rørelser, og hans mærkelige evne til at lade sin grundanskuelse befrugte af dem, – hans tænknings forening af dybde og klarhed, - den tiltrækkende samvirken af det begrebsmæssige og det anskuelige, så at han talte lige så meget ud af fantasianskuelse som af logisk tankeforståelse, – hans plastiske og rige sprog, hvori tanken uden kamp skaber sig det adækvate og fyldige udtryk, - hans faste og gennemsigtige systematik – og endelig hans idébeåndede fremstilling, der overalt lader helhedslyset gå hen over genstanden, ofte med overraskende glimt, og som trods al klarhed dog vækker anelser om rigere baggrunde, end hvad mennesketanken kan gennemtrænge.
Men midt i denne rigdom føles der ofte et savn af skarpe begrebsbestemmelser. Dels træder intuitionens sikkerhed ofte i stedet for den logiske bevisførelse; dels er metoden hyppigst den dialektiske vekselvirkning mellem modsatte synspunkter, hvor nødvendigheden af disses forening vel altid fremhæves, men hvor den bestemtere fastsættelse af deres grænser og påvisningen af deres virkelige højere enhed ofte mangler. Heraf er det en følge, at problemets vanskelighed for tanken ikke altid træder frem i sin fulde skarphed.
Sit erkendelsesteoretiske standpunkt, det samme som i skriftet om autonomien, udvikler han i indledningen (§ 29-36). Hans tesis er, at den kristelig genfødte bevidsthed ud af sine egne dybheder må kunne videnskabelig genfremstille skrift- og kirkelæren.
Enheden af tro og erkendelse er principielt givet i den ret forståede lære om testimonium spiritus sancti, helligåndens vidnesbyrd; thi ved troen optager mennesket den kristelige sandhedsidé, den guddommelige visdomstanke, så at det i vekselvirkning med skrift og kirkelære kan nå til en spekulativ begriben, der ser det enkelte fremgå af sandhedsideen selv. I virkeligheden er hans dogmatik, i overensstemmelse med hans program, en reproduktion af den lutherske kirkelære, uden at dog afvigelser derfra er udelukket, for eksempel i hans englelære, hans synergisme, hans lære om umuligheden af de genfødtes frafald og hans usikkerhed over for læren om den evige fordømmelse. Særlig må fremhæves den befrugtning, han har hentet fra mystikken, for eksempel i læren om frelsestilegnelsen og om Kristi gerning.
Også teosofiske elementer begynder nu klart at gøre sig gældende, således i satanologien, der er stærkt påvirket af schellingske ideer, og især på de punkter, som behandler naturens og universets del i åndens fornyelse og fuldendelse: Kristus som alskabningens midtpunkt, der ikke blot har åndelig og moralsk, men den dybeste kosmiske betydning, – underet som en begyndende naturforklarelse, – sakramenterne som naturmysterier, navnlig nadveren som næringen for opstandelseslegemet.
Herhjemme blev dogmatikken straks ved sin fremkomst genstand for et heftigt angreb fra den kierkegaardske side, som havde professor Rasmus Nielsen til ordfører. Angrebet gik ud på, at Martensen havde misforstået både troens og erkendelsens væsen; thi kristendommen vil på ingen måde være genstand for objektiv viden, men er paradokset, det absurde, til hvilket man kun kan forholde sig i troens uendelige lidenskab; erkendelsen må derimod tage sit selvstændige udgangspunkt og kan ikke bygge på troens forudsætninger. Martensen besvarede angrebene i «Dogmatiske Oplysninger» (1850).

### Det slesvig-holstenske oprør
De nærmest følgende år var vistnok de uroligste i hans liv. Ved det slesvig-holstenske oprørs udbrud havde hans slægtning overkonsistorialråd Nicolaus Johann Ernst Nielsen  løst soldaterne fra deres troskabsed, i det han gav den sofistiske forklaring, at kongen for tiden var ufri under det københavnske demokratis tryk og derfor ikke selv kunne varetage Hertugdømmernes rettigheder; og han havde derefter påkaldt både den tyske og den danske gejstligheds, særlig Martensens, erklæring. Martensen tog, skønt ugerne, ordet i et «Sendebrev» (1850) og fordømte i klare og skarpe ord Nielsens adfærd som ganske uetisk.
Efter krigen kom sprogreskriptet af 1851. Man trængte ind på Martensen, at han, både fordi han var slesvigsk født, og fordi hans navn havde en god klang i Tyskland, skulle overtage Slesvigs bispestol; han lod sig overtale og skulle have været indviet i februar 1852; men kort tid forinden fik han en uovervindelig følelse af, at han ikke med god samvittighed kunne medvirke til sprogreskriptets gennemførelse, og bad sig fritaget for embedet. 1853 foretog han en rejse i Slesvig og blev her ved selvsyn bestyrket i den mening, at man fra dansk side havde fejlet ved i utålmodighed at ville nå pludselig, hvad der måtte have været frugten af en langsom forberedelse; derved mente han, at man både havde skadet den danske sag og forsyndet sig mod de pågældende menigheders kristelige og kirkelige liv.
Hans meget uforbeholdne udtalelser herom gjorde ham i lang tid upopulær i mange kredse i landet, især i de nationalliberale, med hvilke han overhovedet aldrig sympatiserede. Han fastholdt imidlertid sin opfattelse til det sidste og udtalte den endnu i sit «Levned», hvilket på ny fremkaldte modsigelse fra mange. I december 1853 blev han medlem af den af det Ørstedske ministerium nedsatte kirkekommission. Han havde tidligere i sit skrift «Den danske Kirkes Forfatningsspørgsmål» (1851) taget ordet for en synodalforfatning. Han blev imidlertid snart betænkelig ved en umiddelbar indførelse af en sådan, hvorved man udsatte sig for en ukirkelig majoritets herredømme. Desuden erkendte han, at i den lutherske kirke havde altid det konsistoriale element, det vil sige et kirkeligt kollegium af få, men kyndige mænd, været grundlaget, og at man ved en kirkeforfatnings indførelse må gå ud fra de historiske tilknytningspunkter, som det bestående frembyder; en synode kunne først komme i stand, når lægfolket var forberedt gennem menighedsråd. I denne retning deltog han nu i minoritetens forslag om den midlertidige foranstaltning, at biskopperne skulle sammenkaldes årlig for at afgive betænkninger eller forslag angående Folkekirkens anliggender, og at samtidig dermed alle rent kirkelige sager skulle unddrages Rigsdagens behandling.

## Biskop 1854
Under kommissionens forhandlinger døde Mynster, og spørgsmålet om den sjællandske bispestols besættelse kom til at foreligge på en tid, da den indre politiske spænding var på sit højeste. Valget stod mellem Clausen og Martensen; efter en tre-fire måneder satte Anders Sandøe Ørsted Martensens udnævnelse igennem, selv mod kongens ønske (15. april 1854). Søndagen efter Mynsters død havde Martensen i en prædiken i Slotskirken omtalt ham som «et Sandhedsvidne». Denne udtalelse blev for Søren Kierkegaard anledning til det stærke stormløb mod «den officielle Kristendom», der optog det sidste år af hans liv og satte sindene i så voldsom bevægelse. Det var dog først i slutningen af året (18. december), at han offentliggjorde sin første artikel i Fædrelandet Arkiveret 23. juli 2006 hos  Wayback Machine. Martensen besvarede den meget skarpt i Berlingske Tidende, men iagttog senere med forsæt en fuldkommen tavshed. Derimod udgav han et lille skrift, Til Erindring om J. P. Mynster (1855).
Efter tiltrædelsen af det bispeembedet måtte den praktiske gerning: prædiken, visitatser og kirkestyrelse blive hans hovedopgave. Hans prædikevirksomhed var jo allerede begyndt 1845; i årenes løb har han udgivet otte bind prædikener, af hvilke et udvalg er samlet til en postille (1875), desuden tre bind ordinationstaler og en mængde enkelte lejlighedstaler, af hvilke en stor del fremgik af hans stilling som kongelig konfessionarius efter Just Henrik Voltelen Paullis  død 1865.

### Prædikener og kirkestyrelse
Hvor alvorlig han opfatter prædikegerningen, fremgår af hans ytring, «at den kristelige Prædiken er det højeste aandelige Produkt, et Menneske kan frembringe, højere end Digterens, højere end Tænkerens, fordi det er et Værk af den hele, udelte, i sig sammentrængte Personlighed, for hvilken alt andet aandeligt er Middel». Hans prædikens midtpunkt er i en særegen betydning Kristi person, en fremstilling af Kristusskikkelsen så vel i dens ophøjede storhed som i dens dragende kraft. Hans prædikens styrke er ikke det vækkende eller det følelsesfulde, men den opbyggelige betragtning. Formen er præget af ædel simpelhed, forenet med plastisk anskuelighed. Der er i emnets udførelse en klar og gennemsigtig disposition og en deraf følgende streng selvbegrænsning i enkelthederne. Over det hele er der udbredt en ro, som når menigheden fejrer sin Herre i beskuende andagt.
Om hans tidligere prædikener kunne man måske sige, at de har noget køligt og objektivt ved sig; men i de senere fremtræder det individualiserende, psykologiske og inderliggørende moment i større fylde. Altid giver han nye blik på teksten, nye belysninger af den gamle sandhed.
På visitatserne var han en udmærket kateket. Det var overraskende at høre ham, der som få formåede at foredrage «Visdom for de fuldkomne», tale enfoldig med de enfoldige om børnelærdommen. Det sidste arbejde, han havde under hænder, var et udkast til en katekismusforklaring, som han dog ikke bragte ud over de første forberedende optegnelser.
I kirkestyrelsen havde han udpræget konservative principper: det var ham om at gøre at bevare det bestående i modsætning til tidens individualistiske bestræbelser.

## Forfatterskab

### I mange år kun indlæg i tidens kirkelige og teologiske spørgsmål
I en lang årrække bestod Martensens forfatterskab kun i indlæg i tidens kirkelige og teologiske spørgsmål. I den såkaldte Kragballe-strid  gav han to sådanne, hvori han over for alle donatistiske tilbøjeligheder hævdede den lutherske bekendelse, at dåben, når den udføres efter indstiftelsen på et kristent kirkesamfunds vegne, er gyldig og virkekraftig uden hensyn til den udførendes tro («I Anledning af Pastor Grundtvigs Oplysninger om Alterbogsdåben», 1856; «Et Gjensvar i Striden om Alterbogsdåben», 1857).
Med denne strid begynder for øvrigt den mellem Martensen og biskop Hardenack Otto Conrad Laub  førte, efter deres død udgivne brevveksling («Biskop Otto Laubs Levned» II, 1, 1886), der i mindre stil danner et sidestykke til den dornerske. 1863 udsendte han sit skrift «Til forsvar mod den såkaldte Grundtvigianisme», det betydeligste bidrag, der er givet af nogen enkelt mand til en kritisk vurdering af denne kirkelige retning. 1867 udgav han mod Rasmus Nielsen, der utrættelig polemiserede mod dogmatikken, sit skrift «Om Tro og Viden», hvori han hævdede begges enhed og afviste «Konkordaterne» imellem dem; heller ikke videnskaben kan blive stående ved det logiske eller fysiske, men kun ved det etiske gudsbegreb, i hvilket  begge disse er indeholdt som momenter. Gud er både ideernes idé og naturprincippet; han er den naturfrie, men ikke den naturløse Gud: hans væsen må indeholde en fysis, en alfylde af kræfter og virksomhedspotenser. Denne udvikling, i hvilken en påvirkning af Schellings senere standpunkt ikke kan miskendes, indeholder en række nye synspunkter for gudsbegrebet og den evige guddommelige livsproces, ud over dem, han havde givet i dogmatikken.
Samme år tog han på ny ordet i kirkeforfatningssagen («Den danske Folkekirkes Forfatningsspørgsmål på ny betragtet») i anledning af, at ministeriet Frijs havde forelagt en valgmenighedslov i Rigsdagen. Han erklærede sig bestemt imod en sådan lov som ét med en begyndende opløsning af Folkekirken; han påviser en forfatnings nødvendighed og udvikler sine grundsætninger for en sådans tilvejebringelse.

### Synode
En synode, sammensat af gejstlige og lægfolk, er vistnok målet; men den bør forberedes ved midlertidige foranstaltninger: et rådgivende bisperåd, udvidede landemoder og menighedsråd; og når den indføres, må den ved siden af sig have et overkirkeråd som kongens organ i udøvelsen af hans kirkemagt i de rent kirkelige sager, ligesom kultusministeren er det i de blandede. Da valgmenighedsloven, støttet af biskop Peter Christian Kierkegaard som kultusminister, fik bestandig større udsigt til vedtagelse, deltog Martensen med alle de øvrige biskopper i februar 1868 i en offentlig protest, som dog blev uden virkning. I den anden kirkekommission (af 18. juni 1868) gik Martensen med til at stemme for en synodes oprettelse, kun at han i forening med Clausen krævede et lige antal af gejstlige og læge medlemmer; han gjorde det af nød, fordi der ikke kunne sættes andet igennem, og han dog måske derved kunne bidrage til, at synoden i det mindste blev sammensat efter kirkelige principper.

### Den kristelige Ethik
Med udgivelsen af "Den kristelige Ethiks" almindelige del (1871) begynder det sidste afsnit af Martensens forfattervirksomhed. Han ventede næppe selv at nå til at lade den specielle del følge; men den påskønnelse, som værket alle vegne fandt, var ham en så stor opmuntring, at han samlede hele sin kraft på afslutningen, som virkelig fulgte (i to bind) 1878. I mellemtiden havde han udgivet et lejlighedsskrift: "Katholicisme og Protestantisme" (1874), hvori han samler forskellen mellem konfessionerne i de to ord: sikkerhed og vished.
Etikken er hans omfangsrigeste værk og tillige det populæreste. Den når langtfra i systematisk sluttethed den lille moralfilosofi; men dette hænger sammen med, at medens hint ungdomsarbejde bevægede sig væsentlig i begrebernes verden, inddrager den store etik livets hele mangfoldighed og alle menneskeslægtens åndelige interesser under sin behandling. Han går ud fra, at etikkens grundproblem er den sande forening af det kristelige og det humane, en afvisning både af den rationalistiske og den pietistiske ensidighed. Han påviser, at der ikke gives nogen afkrog af menneskelivet, hvorhen kristendommen ikke har ærinde med sin genfødelseskraft og sin evne til at gennemtrænge alt. Når dertil kommer det overlegne kendskab til kulturens ypperste frembringelser både i tænkningens og digtningens verden og hans for alle dannede tilgængelige sprog, vil det forstås, at etikken har virket som en læremester for livet i en grad, som yderst sjældent kan påvises ved et videnskabeligt skrift. Den har virket som en mægtig faktor til i vide kredse at udbrede og befæste den kristelige livsanskuelse, både missionerende, apologetisk (forsvarende) og opbyggende.

### Teosofi, "Jacob Bøhme"
Efter Ethikkens afslutning fordybede han sig en tid ganske i teosofiske studier, af hvilke frugten blev hans «Jacob Bøhme» (1881). Han finder i teosofiens lære om Gud især to begreber, som vi trænger til at optage for at nå til skriftanskuelsens fylde: naturen i Gud (jævnfør «Om Tro og Viden» og Ethikken I, § 19) og Guds Herlighed eller den uskabte himmel, lyset, hvori Gud bor, og som hører evig med til hans væsen som det fjerde ved siden af Den hellige Treenighed.
Hermed afsluttes Martensens teologiske produktion. Den danner en sjælden harmonisk helhed, hvori hans genius, som den fra ungdommen trådte frem, kom til alsidig udfoldelse. Dertil kan føjes, at han endnu fik tid og kraft til at samle sit livs erindringer («Af mit Levned», I-III, 1882-83), og at han, hvor mange skuffelser og bekymringer han end havde haft i sin kirkestyrelse, dog oplevede at se sin tanke om et bisperåds oprettelse virkeliggjort ved kongelig resolution af 8. oktober 1883.

## Anerkendelser, ordener
Anerkendelse blev ham rigelig til del både hjemme og ude. Han blev dog kritiseret af samtidige økonomer, bl.a. N.C. Frederiksen for i sin berømte pamflet: "Socialisme og Christendom" ikke at have nok viden om økonomi (se: https://tidsskrift.dk/nationaloekonomisktidsskrift/article/view/64381/92060). Ved sit 25-årige bispejubilæum 1879 modtog Martensen hyldest, og ved universitetets firehundredårsfest samme år hædrede kongen ham med titel af excellence. 1865 var han blevet ordensbiskop, 1867 havde han fået Dannebrogordenens storkors; allerede 1841 var han blevet medlem af Videnskabernes Selskab. Og han havde den glæde at se, at overalt, hvor hans arbejder blev oversat, fandt de levende påskønnelse. Han beholdt sin kraft usvækket ud over støvets år. Men i sommeren 1882 kom han overanstrengt hjem fra sin visitatsrejse; og da kræfterne stadig aftog, begærede han til sidst sin afsked. Denne blev ham tilstået fra 15. april 1884, 30 års dagen for hans udnævnelse til biskop; men han døde allerede 3. februar.
Han var gift to gange. Første gang i 1838 med Helene Mathilde født Hess (født 1817, død 1847), datter af skibskaptajn og havnefoged P. M. Hess. og anden gang i 1848 med Virginie Henriette Constance født Bidoulac (født 1817), datter af fransk sproglærer J. Bidoulac.